# Oförnuft och känsla
Oförnuft och känsla är ett svenskt radioprogram som sänds i Sveriges Radio P1. Helena von Zweigbergk är programledare och programmet produceras av produktionsbolaget Filt.
Första avsnittet sändes den 2 juli 2010. Varje år har 8 avsnitt sänts, utom 2012 då 9 avsnitt sändes.  Det senaste avsnittet sändes 17 jul 2017.